# Eva Hoeke
Eva Hoeke (Krommenie, 2 februari 1979) is een Nederlands journaliste.

## Levensloop
Hoeke groeide op in Krommenie en studeerde journalistiek aan de School voor Journalistiek in Utrecht. Na de afronding van haar studie in 2003 ging ze aan de slag bij de glossy Jackie waar ze opklom tot hoofdredacteur. In december 2011 moest ze opstappen omdat het tijdschrift zangeres Rihanna in een artikel niggabitch had genoemd. Rihanna reageerde woedend op Twitter, waarop Hoeke eerst stelde dat het om een grap ging en vervolgens excuses aanbood.
Sinds haar vertrek bij Jackie werkt Hoeke als freelance journalist. Ze schrijft onder andere voor Linda, Het Parool, de Volkskrant en Marie Claire.  Bij Het Parool zorgde Hoeke voor ophef doordat ze schreef dat zij en haar vriend Marcel van Roosmalen een tweede glas sinaasappelsap moesten afrekenen, omdat hij per ongeluk iets gemorst had. De uitbaatster van het pannenkoekenrestaurant stapte vervolgens boos naar de hoofdredactie van Het Parool met videobeelden waarop te zien was dat Van Roosmalen zichzelf bijschonk. Als genoegdoening besloot Het Parool enkele weken later een twee pagina's tellende reportage te wijden aan het restaurant.
Van maart 2015 tot juli 2024 schreef Hoeke voor Volkskrant Magazine. Over haar eerste column ontstond enig oproer omdat een groot deel daarvan letterlijk was overgenomen uit een column van haar hand die eerder in Het Parool had gestaan.

## Persoonlijk
Eva Hoeke heeft een relatie met journalist en schrijver Marcel van Roosmalen. Samen hebben zij drie dochters. Hoeke is de dochter van pianist, zanger en componist Rob Hoeke en de zus van gitarist Ruben Hoeke.